# Sören Börjesson
Pour les articles homonymes, voir Börjesson.
Lennart Sören Börjesson, surnommé Sören Meister, né le 14 mars 1956 à  Askim, Göteborg en Suède et mort le 26 septembre 2024, est un joueur international et entraîneur de football suédois.
Il est le neveu de Rune Börjesson, également footballeur international.
Il est surtout connu pour avoir terminé meilleur buteur du championnat de Suède lors de la saison 1985 avec dix buts (à égalité avec les joueurs Peter Karlsson et Billy Lansdowne).